# 星星狐
《星星狐》是一部由厦门青鸟动画製作的中国动画，在中国中央电视台播映。
在2013年意大利波隆那童書展，Trajectory Inc.從厦门青鸟取得《星星狐》的世界性發行权。
Trajectory Inc.計劃出版50冊《星星狐》电子书。

## 主要人物

主要人物

- 星星狐[3] - 粉红色的狐
- 嘟噜熊 - 黄色的熊
- 朵朵猪 - 粉红色的猪
- 咔吱兔 - 白色的兔
- 魔法妈妈
- 探戈狼 - 紫色的狼